# Giuseppe De Feo
Giuseppe De Feo (Seregno, 20 ottobre 1914 – Seregno, 6 maggio 2000) è stato un artista, scultore e pittore italiano.

## Biografia
Figlio di commercianti, la madre gestiva un'attività di stracci, apprese i primi rudimenti dell'arte del disegno da giovinetto. Frequenta la scuola d'arte di Villa Reale a Monza dove si diploma maestro d'arte nel 1937 sotto la guida di Vermi per l'oreficeria, Marino Marini per la scultura, Pio Semeghini e Raffaele De Grada per la pittura.
Ha partecipato alla VI Triennale di Milano per l'oreficeria nel 1936 con una pisside e un calice.
Nel 1937 inizia il servizio militare come ufficiale di fanteria.
Alla fine della Guerra abbandona l'arte per le costruzioni; riprende la scultura nel 1960 su incoraggiamento di Marino Marini che per "rifarsi la mano" lo fa iscrivere ad un corso di nudo presso l'Accademia di belle arti di Brera. Il suggerimento di M. Marini ritorna sempre al suo orecchio “non distruggere mai quello che fai oggi, ma conservalo per dimostrare domani a te stesso di essere riuscito ad andare oltre”.
Sempre nel 1960 anche Carlo Carrà, al quale De Feo dedica un ritratto ad inchiostro, lo incoraggia a continuare nell'arte.
Nel 1962 alla Permanente di Milano nelle sale della XXII Biennale Nazionale d'arte, per la scultura si fa notare da Leonardo Borgese.
Nello stesso anno a San Remo presso l'Hotel Nazionale tiene la prima mostra personale alla quale l'artista non è presente a causa di un gravissimo incidente automobilistico.
Nel 1967 Mario Lepore ordina una personale alla Galleria Pater di Milano. È invitato alla VIII Biennale di Mentone nel 1970 con una grande statua in bronzo “l'Eroe di Brema”.
In occasione del Premio Viareggio per la letteratura del 1970 Leonida Repaci lo incarica di realizzare un trofeo da assegnare ai vincitori; nasce l'Ippoviareggio, cavallino in bronzo lanciato al galoppo.
De Feo lavora tra Seregno e San Remo dove risiede con la moglie Giorgina.
Diverse opere sono installate in spazi pubblici tra cui le colonne in bronzo allo Stadio Ferruccio di Seregno, il Monumento ai Carabinieri nel piazzale della caserma di Seregno e il Monumento ai Caduti di Nassiria in Piazza Battisti a Carate Brianza.
Predilige la scultura, le sue opere sono statue monumentali in bronzo e in legno, i soggetti preferiti cavalli, tori, galli e donne opulenti. La sua vena artistica è polivalente spaziando dalla pittura alla grafica, oreficeria, sbalzo e cesello, bassorilievi.